# Tầng Callove
| Hệ/ Kỷ                               | Thống/ Thế   | Tầng/ Kỳ   | Niên đại (Ma) | Niên đại (Ma) |
| ------------------------------------ | ------------ | ---------- | ------------- | ------------- |
| Phấn Trắng                           | Hạ/Sớm       | Berrias    | trẻ/muộn hơn  | trẻ/muộn hơn  |
| Jura                                 | Thượng /Muộn | Tithon     | ~145.0        | 152.1         |
| Jura                                 | Thượng /Muộn | Kimmeridge | 152.1         | 157.3         |
| Jura                                 | Thượng /Muộn | Oxford     | 157.3         | 163.5         |
| Jura                                 | Trung/Giữa   | Callove    | 163.5         | 166.1         |
| Jura                                 | Trung/Giữa   | Bathon     | 166.1         | 168.3         |
| Jura                                 | Trung/Giữa   | Bajocy     | 168.3         | 170.3         |
| Jura                                 | Trung/Giữa   | Aalen      | 170.3         | 174.1         |
| Jura                                 | Hạ/Sớm       | Toarc      | 174.1         | 182.7         |
| Jura                                 | Hạ/Sớm       | Pliensbach | 182.7         | 190.8         |
| Jura                                 | Hạ/Sớm       | Sinemur    | 190.8         | 199.3         |
| Jura                                 | Hạ/Sớm       | Hettange   | 199.3         | 201.3         |
| Trias                                | Thượng /Muộn | Rhaetia    | cổ/sớm hơn    | cổ/sớm hơn    |
| Phân chia Kỷ Jura theo ICS năm 2020. |              |            |               |               |

Trong niên đại địa chất, tầng Callove là một bậc hoặc kỳ trong Trung Jura, kéo dài từ 166.1 Ma đến 163.5 Ma (Ma: Megaannum, triệu năm trước). Đây là tầng cuối cùng của Trung Jura, trước đó là tầng Bathon và tiếp sau là tầng Oxford.

## Địa tầng
Tầng Callove được mô tả lần đầu tiên bởi nhà cổ sinh vật người Pháp Alcide d'Orbigny vào năm 1852. Tên của nó xuất phát từ tên Latinh hóa của tên Kellaways Bridge, một ngôi làng nhỏ cách 3 km về phía đông bắc của Chippenham, Wiltshire, Anh.
Đáy tầng Callove được xác định trên thang địa tầng là sự xuất hiện lần đầu tiên của chi ammonite Kepplerites, tương ứng với đáy của đới sinh vật Macrocephalites herveyi. GSSP (mặt cắt tham chiếu chính thức) cho đáy tầng Callove vẫn chưa có cách xác định chính xác.
Phía trên cùng của tầng Callove (Đáy của tầng Oxford) có sự xuất hiện lần đầu tiên của loài Brightia thuouxensis, thuộc phân lớp cúc đá.

### Phân cấp

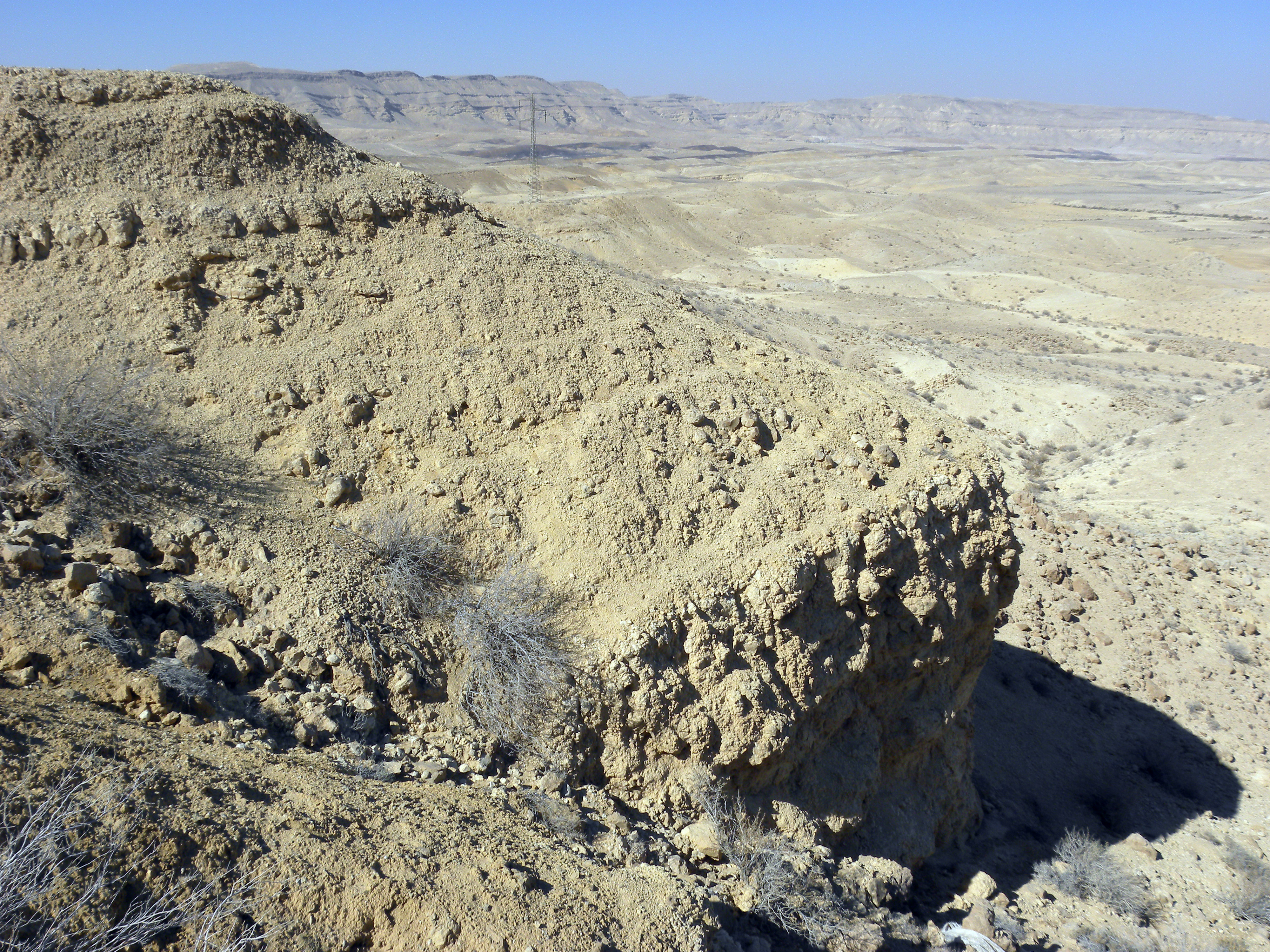
Matmor Formation (Callovean, Peltoceras athleta Zone) in Makhtesh Gadol, Israel.

Tầng Callove thường được chia thành ba phân bậc (hoặc phân kỳ): Hạ/Sớm, Trung và Thượng / Muộn Callove. Trong đại dương Tethys, tầng Callove bao gồm sáu đới sinh vật Amonit:
- zone of Quenstedtoceras lamberti
- zone of Peltoceras athleta
- zone of Erymnoceras coronatum
- zone of Reineckeia anceps
- zone of Macrocephalites gracilis
- zone of Bullatimorphites bullatus

## Cổ đại lý học
Ở thời kì này, châu Âu chỉ là tập hợp của một số quần đảo hoặc một vài hòn đảo lớn. Giữa các đảo là những khu vực thềm lục địa rộng lớn. Do đó, đã tồn tại một đại dương khá nông bắt đầu từ Nga kéo dài sang Belarus, qua Ba Lan và Đức đến Pháp, tới đông Tây Ban Nha và nhiều phần của Anh. Xung quanh bờ biển của các hòn đảo đó là một lượng trầm tích.Ngày nay, chúng có thể được tìm thấy ở một số nơi như Đới tây Scotland.
Louann Salt và Campeche Salt, phía nam của vịnh Mexico được cho là đã hình thành bởi một vịnh của Thái Bình Dương nằm ngang qua khu vực ngày nay là Mexico.

## Cổ sinh vật học

### Crocodylomorphse
| Crocodylomorphs thuộc tầng Callove | Crocodylomorphs thuộc tầng Callove | Crocodylomorphs thuộc tầng Callove | Crocodylomorphs thuộc tầng Callove | Crocodylomorphs thuộc tầng Callove |
| Đơn vị phân loại                   | Sự hiện diện                       | Vị trí                             | Đặc điểm | Hình ảnh                           |
| ---------------------------------- | ---------------------------------- | ---------------------------------- | --- | ---------------------------------- |
| Junggarsuchus                      |                                    |                                    | Là một chi khủng long ăn thịt sphenosuchian,Junggarsuchus có kích thước nhỏ dài khoảng 1 m được phát hiện ở Trung Quốc. |                                    |
| Metriorhynchus                     |                                    |                                    | Là một kẻ săn mồi cơ hội, chúng ăn cá, belemnites và một số sinh vật biển khác có thể là cả xác thối. Metriorhynchus phát triển thành con trưởng thành có kích thước trung bình khoảng 3 m (9.6 ft), mặc dù một số cá thể có thể đạt tới chiều dài của một con cá sấu sông Nile cỡ lớn. |                                    |
| Steneosaurus                       |                                    |                                    | |                                    |

### †Ornithischians
| Ornithischia thuộc tầng Callove       | Ornithischia thuộc tầng Callove | Ornithischia thuộc tầng Callove          | Ornithischia thuộc tầng Callove | Ornithischia thuộc tầng Callove |
| Đơn vị phân loại                      | Sự hiện diện                    | Vị trí                                   | Đặc điểm | Hình ảnh                        |
| ------------------------------------- | ------------------------------- | ---------------------------------------- | --- | ------------------------------- |
| Agilisaurus                           |                                 | Thành hệ Dashanpu, Tứ Xuyên, Trung Quốc  | Là một chi khủng long ăn cỏ đi bằng hai chân, di chuyển nhanh nhẹn, chiều dài cơ thể khoảng 1,2 m (4 ft). Nó được phát hiện trong nhiều khoáng vật của tầng Callove ở Trung Quốc.                            |                                 |
| Callovosaurus                         |                                 | Vương quốc Anh                           | Là tổ tiên của iguanodont camptosaurid, ước đoán chiều dài của chúng khoảng 3,5 m. |                                 |
| Ferganocephale                        |                                 | Kyrgyzstan                               | Có thể là một chi pachycephalosaurid |                                 |
| Hexinlusaurus Hexinlusaurus multidens | Tầng Bathoni tới tầng Callove   | Thành hệ Shaximiao, Tứ Xuyên, Trung Quốc | Là một chi khủng long hông chim nhỏ khác biệt với tất cả các chi khủng long hông chim khác bởi một đặc điểm phát sinh duy nhất, sự hiện diện của một vết lõm rõ rệt kéo dài trên bề mặt bên của postorbital. |                                 |

### †Plesiosauria
| Plesiosaurs thuộc tầng Callove | Plesiosaurs thuộc tầng Callove | Plesiosaurs thuộc tầng Callove | Plesiosaurs thuộc tầng Callove | Plesiosaurs thuộc tầng Callove |
| Đơn vị phân loại               | Tồn tại                        | Vị trí                         | Đặc điểm                       | Hình ảnh                       |
| ------------------------------ | ------------------------------ | ------------------------------ | ------------------------------ | ------------------------------ |
| Liopleurodon                   |                                |                                |                                |                                |
| Pachycostasaurus               |                                |                                |                                |                                |
| Peloneustes                    |                                |                                |                                |                                |
| Pliosaurus                     |                                |                                |                                |                                |
| Simolestes                     |                                |                                |                                |                                |

### †Sauropoda
| Sauropods thuộc tầng Callove          | Sauropods thuộc tầng Callove | Sauropods thuộc tầng Callove | Sauropods thuộc tầng Callove                                                                                             | Sauropods thuộc tầng Callove |
| Đơn vị phân loại                      | Tồn tại                      | Vị trí                       | Đặc điểm | Hình ảnh                     |
| ------------------------------------- | ---------------------------- | ---------------------------- | --- | ---------------------------- |
| Abrosaurus                            |                              |                              | Abrosaurus là một sauropod (con trưởng thành dài khoảng 30 foot, tức 9,1 m) được tìm thấy tại Trung Quốc với một hộp sọ. |                              |
| Atlasaurus                            |                              |                              | |                              |
| Ferganasaurus Ferganasaurus verzilini |                              |                              | Là một chi sauropoda được tìm thấy ở Kyrgyzstan. Chi này giống với Rhoetosaurus.                                         |                              |
| Patagosaurus                          |                              |                              | |                              |

### †Stegosauria
| Stegosaurs thuộc tầng Callove | Stegosaurs thuộc tầng Callove | Stegosaurs thuộc tầng Callove           | Stegosaurs thuộc tầng Callove | Stegosaurs thuộc tầng Callove |
| Đợn vị phân loại              | Tồn tại                       | Vị trí                                  | Đặc điểm | Hình ảnh                      |
| ----------------------------- | ----------------------------- | --------------------------------------- | --- | ----------------------------- |
| Huayangosaurus                | Tầng Bathoni tới tầng Callove | Thành hệ Dashanpu, Tứ Xuyên, Trung Quốc | Là một chi khủng long ăn cỏ bốn chân, chiều dài cơ thể khoảng 4,5 m, chúng có một hộp sọ nhỏ và những chiếc gai ở đuôi. Điều đặc biệt chính là hai hàng gai trên lưng chúng, những chiếc gai mọc thẳng đứng dọc theo sống lưng của con vật. Giống như stegosaurians, Huayangosaurus có hai cặp gai dài mọc ngang ở cuối đuôi. |                               |
| Lexovisaurus                  |                               | Lisieux, Pháp; Bắc Vương quốc Anh       | Lexovisaurus được mô tả là có hai gai lớn trên hông hoặc vai, chúng sở hữu một tấm giáp phẳng trên đó có những chiếc gai nhọn chạy dọc theo lưng đến đuôi. Chúng có thể dài khoảng 5 m. |                               |
| Loricatosaurus                |                               | Pháp; Vương quốc Anh                    | Được biết đến qua các hóa thạch mà trước đây được cho là của Lexovisaurus. |                               |

### Theropoda
| Theropods thuộc tầng Callove      | Theropods thuộc tầng Callove | Theropods thuộc tầng Callove | Theropods thuộc tầng Callove | Theropods thuộc tầng Callove |
| Đơn vị phân loại                  | Tồn tại                      | Vị trí                       | Đặc điểm | Hình ảnh                     |
| --------------------------------- | ---------------------------- | ---------------------------- | --- | ---------------------------- |
| Eustreptospondylus                |                              |                              | Là một chi khủng long ăn thịt có kích thước khá lớn (5–7 m), chúng có họ hàng gần với Megalosaurus.                                 |                              |
| Gasosaurus Gasosaurus constructus |                              |                              | Là một chi khủng long ăn thịt được tìm thấy ở Trung Quốc nhờ các hoạt động thăm dò khai thác dầu khí.                               |                              |
| Pedopenna                         |                              |                              | |                              |
| Yangchuanosaurus                  |                              |                              | Là một chi theropod được tìm thấy ở Trung Quốc. Mẫu vật được tìm thấy trước đây được phân loại trong một chi khác, Szechuanoraptor. |                              |

### †Ammonitida
Thành viên của bộ Ammonitida được biết đến như cúc đá. Chúng chủ yếu được phân biệt nhờ các đường khớp nối. Trên các đường khớp nối, các thùy và yên được nhiều chia thành các rãnh và các phân khu này thường được làm tròn thay vì hình răng cưa. Ammonoids thuộc loại này là các loài quan trọng nhất để đánh dấu thang sinh địa tầng. Kiểu đường khớp nối này là đặc trưng của ammonoids ở kỷ Jura và kỷ Phấn trắng nhưng có thể đã xuất hiện từ kỉ Permi.
| Cúc đá thuộc tầng Callove | Cúc đá thuộc tầng Callove | Cúc đá thuộc tầng Callove | Cúc đá thuộc tầng Callove | Cúc đá thuộc tầng Callove |
| Đơn vị phân loại          | Tồn tại                   | Vị trí                    | Đặc điểm                  | Hình ảnh                  |
| ------------------------- | ------------------------- | ------------------------- | ------------------------- | ------------------------- |
| Cadomites                 |                           |                           |                           |                           |
| Oecoptychius              |                           |                           |                           |                           |
| Oecotraustes              |                           |                           |                           |                           |
| Oxycerites                |                           |                           |                           |                           |
| Peltoceras                |                           |                           |                           |                           |

### †Belemnitida
| Belemnitida thuộc tầng Callove | Belemnitida thuộc tầng Callove | Belemnitida thuộc tầng Callove | Belemnitida thuộc tầng Callove | Belemnitida thuộc tầng Callove |
| Đơn vị phân loại               | Tồn tại                        | Vị trí                         | Đặc điểm                       | Hình ảnh                       |
| ------------------------------ | ------------------------------ | ------------------------------ | ------------------------------ | ------------------------------ |
| Produvalia                     |                                |                                |                                |                                |

### Nautiloids
| Nautiloids thuộc tầng Callove | Nautiloids thuộc tầng Callove | Nautiloids thuộc tầng Callove | Nautiloids thuộc tầng Callove | Nautiloids thuộc tầng Callove |
| Đơn vị phân loại              | Tồn tại                       | Vị trí                        | Đặc điểm                      | Hình ảnh                      |
| ----------------------------- | ----------------------------- | ----------------------------- | ----------------------------- | ----------------------------- |
| Somalinautilus                |                               |                               |                               |                               |

### Neocoleoids
| Neocoleoidea thuộc tầng Callovie    | Neocoleoidea thuộc tầng Callovie | Neocoleoidea thuộc tầng Callovie | Neocoleoidea thuộc tầng Callovie | Neocoleoidea thuộc tầng Callovie |
| Đơn vị phân loại                    | Tồn tại                          | Vị trí                           | Đặc điểm                         | Hình ảnh                         |
| ----------------------------------- | -------------------------------- | -------------------------------- | -------------------------------- | -------------------------------- |
| Proteroctopus Proteroctopus ribeti  |                                  |                                  |                                  |                                  |
| Rhomboteuthis Rhomboteuthis lehmani |                                  |                                  |                                  |                                  |
| Vampyronassa Vampyronassa rhodanica |                                  |                                  |                                  |                                  |